# 安娜·克尼希
安娜·克尼希（德語：Anna Koenig；1913年或1914年—1937年12月29日），又称埃尔莎·约翰娜·克尼希（Elza Johana Kenig），化名露西亚·鲍尔（Lucija Bauer），是德国的一个共产主义者，是约瑟普·布罗兹·铁托的第二任妻子。

## 生平
安娜·克尼希是德国共产党成员，曾嫁给德国青年共产主义联盟高级干部恩斯特·沃尔韦伯。希特勒上台后，沃尔韦伯被判刑15年。沃尔韦伯被捕后，“红色援助”组织负责照顾她，并将她转移到苏联莫斯科。到苏联后，她使用化名“露西亚·鲍尔”。
1936年10月，她在莫斯科与南斯拉夫共产党成员约瑟普·布罗兹·铁托结婚。她也像铁托一样在共产国际工作。她比铁托小将近22岁。在俄罗斯档案馆中发现了他们的结婚证书，文件用西里尔字母书写，署名是他们的假名——弗里德里希·瓦尔特和露西亚·鲍尔。同年10月，铁托前往南斯拉夫从事地下工作。铁托在外期间，曾给她写信，信中充满热烈的爱意，称她为“我一生的挚爱”。他们的婚姻仅持续一年。1937年10月20日，在大清洗最激烈的时期，她因被指控为盖世太保的间谍而被捕；在审讯后，于同年12月29日被枪决。
她的第一任丈夫沃尔韦伯在集中营和第二次世界大战中幸存，战后成为东德国家安全部部长。1958年初，在沃尔韦伯的请求下，露西亚被苏联当局平反。